# Lake Powell
Der Lake Powell ist ein Stausee in den Vereinigten Staaten von Amerika und liegt rund 350 km nordöstlich von Las Vegas im Grenzgebiet von Utah und Arizona.
Er entstand Mitte der 1960er Jahre durch Aufstauung des Colorado an der Ostseite des Grand Canyon und entwickelte sich auf Grund vielfältiger Freizeitangebote um den See und zahlreicher Sehenswürdigkeiten im Umland zu einem beliebten Urlaubsziel. Niederschlagsarme Jahre und eine verstärkte Wasserentnahme lassen den Wasserpegel des Sees seit Jahren stetig sinken.

## Aufstauung von 1963 bis 1980
Mit der Fertigstellung des Glen Canyon Dams wurde der Glen Canyon ab dem 13. März 1963 vom Colorado überflutet und bis zum 22. Juni 1980 zum Lake Powell aufgestaut. Benannt wurde er nach dem Bürgerkriegsveteranen Major John Wesley Powell, der im August 1869 mit acht weiteren Männern den Glen Canyon erforschte. Heute ist der See nach dem Lake Mead (Nevada/Arizona) der zweitgrößte Stausee der Vereinigten Staaten. Bei maximaler Stauhöhe hat er eine Länge von rund 300 km, ist am Damm 171 m tief und bedeckt eine Fläche von 653 km² (auf Seespiegelhöhe von 3700 Fuß – 1127,76 m). Mit rund 33,3 Mrd. m³ (= 33,3 km³) Wasser überflutet der Lake Powell dann 96 Canyons und erstreckt sich weit in die Mündungen des von Nordwesten her kommenden Escalante River sowie des von Osten her kommenden San Juan River. Die Küstenlinie des Sees ist mit 3153 km (1960 Meilen) länger als die gesamte Westküste der USA.
Im Jahre 1972 beschloss der amerikanische Kongress die Einrichtung der Glen Canyon National Recreation Area, die ca. 5058 km² umfasst und von denen der Stausee selbst nur 13 % einnimmt. Das Nationalerholungsgebiet gehört zum National Park System und grenzt im Nordosten an den Canyonlands- sowie im Süden an den Grand-Canyon-Nationalpark.

## Wassermangel ab 2001
Der See war zuletzt 2001 vollständig gefüllt, danach sank der Pegel aufgrund geringerer Niederschläge und intensiver Wasserentnahme (u. a. aus Las Vegas). Im September 2012 war (laut Auskunft im Talsperren-Besucherzentrum) die Wassermenge auf nur 61 % gesunken, breite Strände waren entstanden, die Enden der äußeren Canyons trockengefallen, die Rainbow Bridge (Regenbogenbrücke) vom Ufer her nur über einen längeren Fußweg zu erreichen.
Die Hitzewelle in Nordamerika 2021 und die Dürre in Nordamerika seit 2020 lassen den Wasserstand weiter sinken. Im Juli 2021 war der See nur noch zu rund 30 Prozent seines Fassungsvermögens gefüllt. Im Juli 2021 empfahl der National Park Service Hausbootsbesitzern, ihre Boote vom Wasser zu holen, solange das noch möglich sei.
Nachdem das Speichervolumen im Mai 2022 auf weniger als ein Viertel seiner Kapazität abfiel, kündigten US-Behörden erstmals in der Geschichte des Stausees an, Wasser vom Flaming Gorge Reservoir in den Lake Powell umzuleiten. Insgesamt sollen 616 Millionen Kubikmeter Wasser in den Lake Powell abgelassen werden, zudem sollen 592 Millionen Kubikmeter Wasser, die normal aus dem Lake Powell abgelassen würden, dort verbleiben. Mit den Maßnahmen soll Zeit gewonnen werden, um das Problem des Wassermangels im Stausee angehen zu können und neue, auf Niedrigwasser abgestimmte Betriebsstrategien zu entwickeln. Zugleich wird die Maßnahme aber die Situation am Lake Mead weiter verschärfen, dessen Pegel ebenfalls auf sehr niedrigem Niveau angelangt ist.

## Infrastruktur
Die einzige Stadt am Lake Powell ist Page (Arizona) am südlichen Ende des Sees, das in der sonst wenig erschlossenen Region mit seinen zahlreichen Unterkünften das touristische Drehkreuz für Reisen zum Grand Canyon, dem Monument Valley und zahlreichen Nationalparks und -monumenten in Südutah bildet. Die Kleinstadt bietet neben den Yachthäfen Bullfrog und Halls Crossing (Highway 276) einen der wenigen asphaltierten Zugänge zum See, während der Yachthafen Hite (Highway 95) nach erheblichem Wasserrückgang geschlossen werden musste. Mit der Antelope Point Marina wurde 2004 ein weiterer Yachthafen auf dem angrenzenden Gebiet der Navajo Nation Reservation eröffnet.
Die Häfen Bullfrog und Halls Crossing sind über eine Fährroute miteinander verbunden, während die populärste Sehenswürdigkeit am See, die Rainbow Bridge, mit Ausflugsbooten von Wahweap aus angesteuert werden kann. Dieser größte natürliche Brückenbogen der Welt stellt für die Navajo ein Heiligtum dar und ist über den Landweg nur schwer zugänglich. Die als Double Arc oder Crescent Pool bezeichnete Gesteinsformation ist erosionsbedingt im August 2024 eingestürzt.
Alljährlich nutzen über drei Millionen Besucher das sonnige, trockene Klima um den Lake Powell.

## Trivia
Der Lake Powell war Drehort mehrerer Filme, u. a. für Planet der Affen und Gravity.

## Bilder

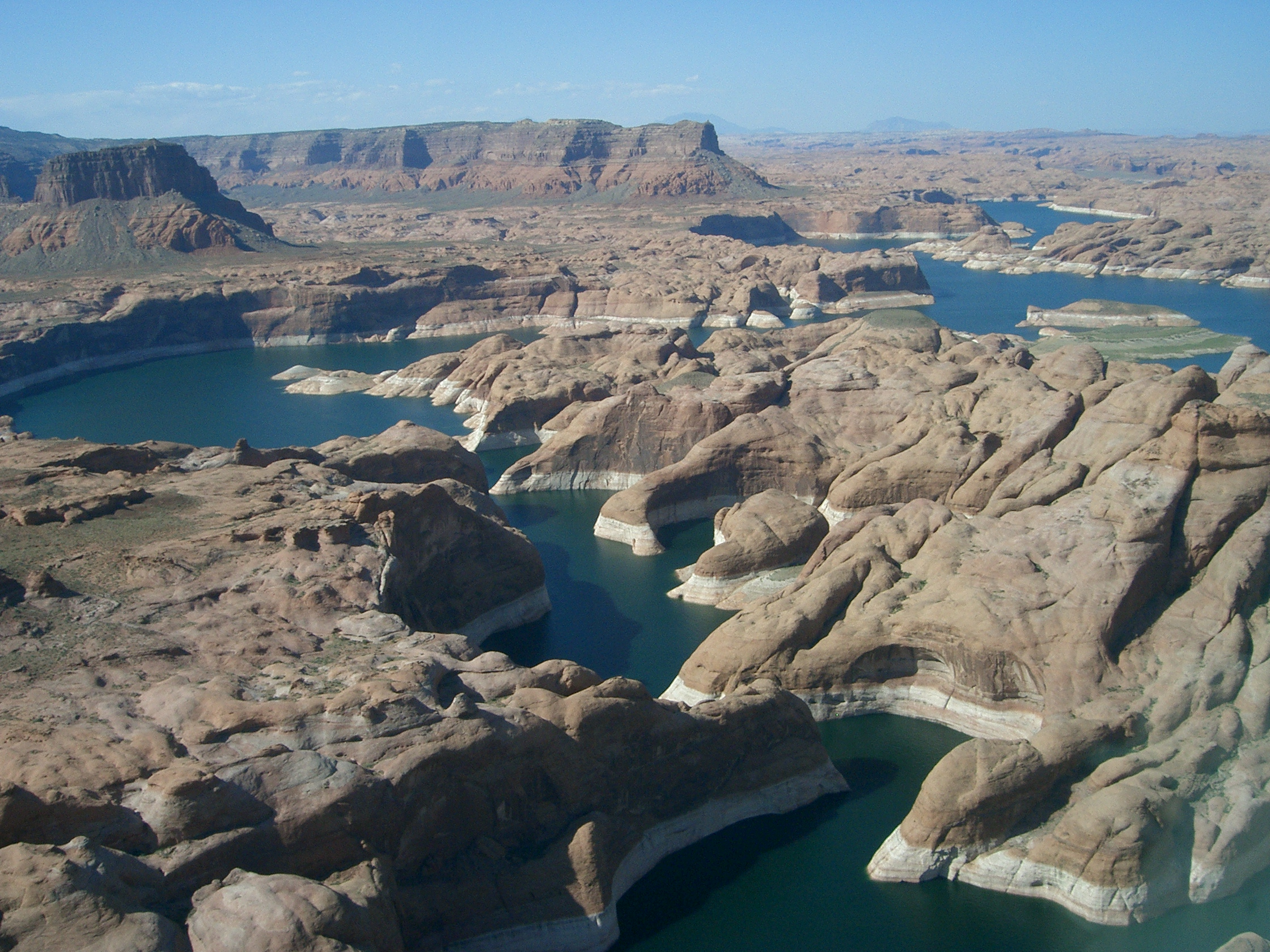
Bei niedrigem Wasserstand
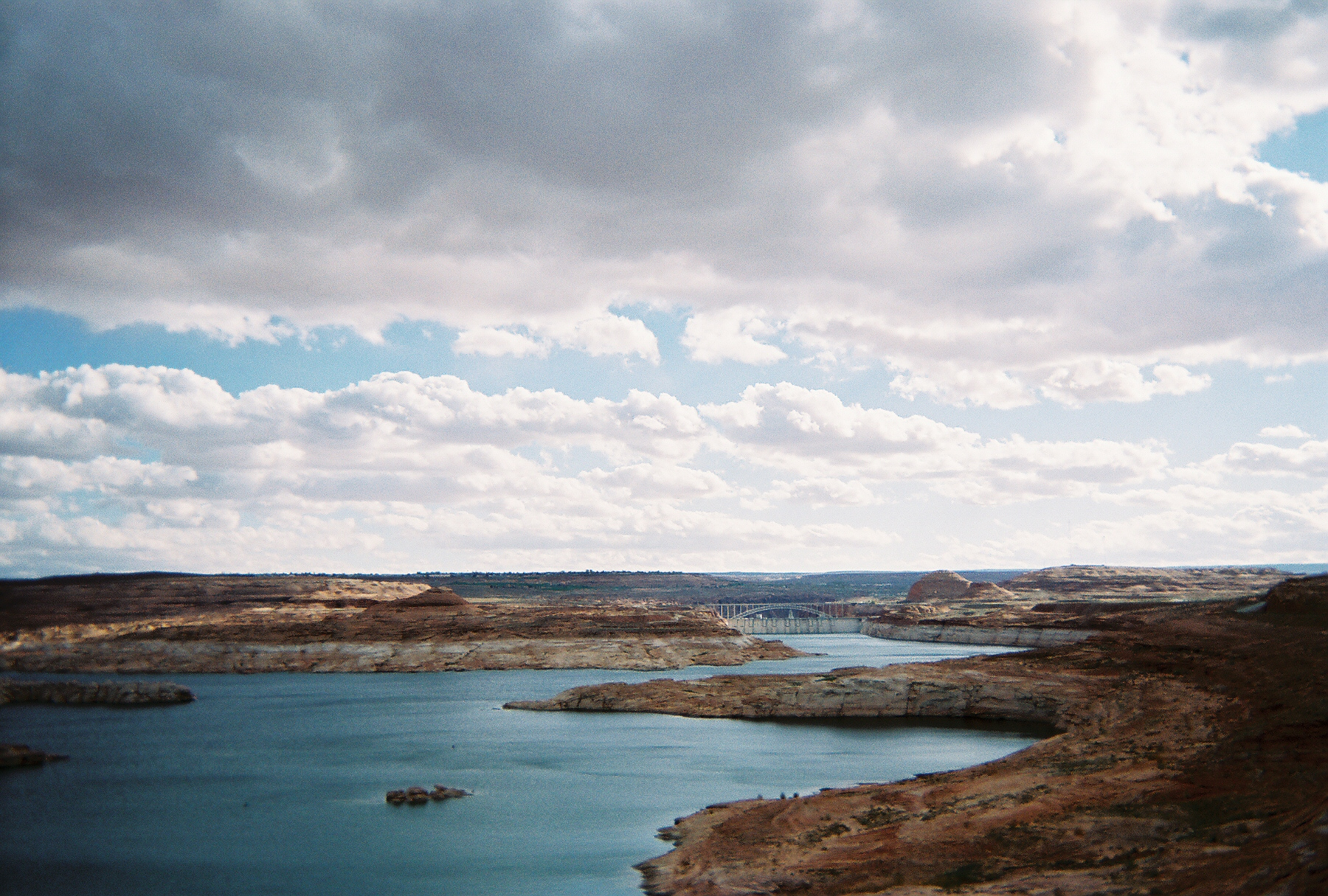
Blick zur Staumauer bei niedrigem Wasserstand
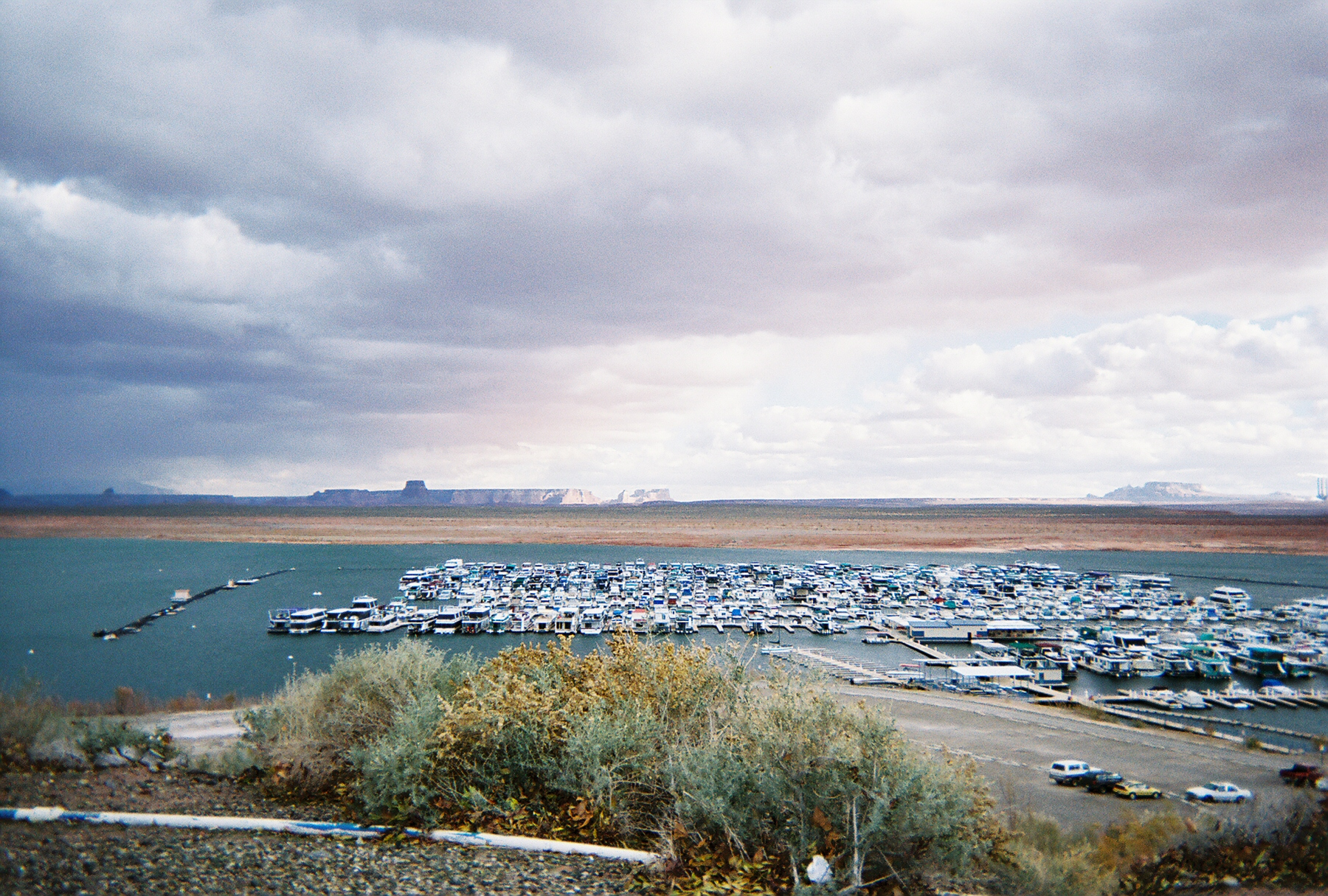
Marina des Lake Powell im Oktober
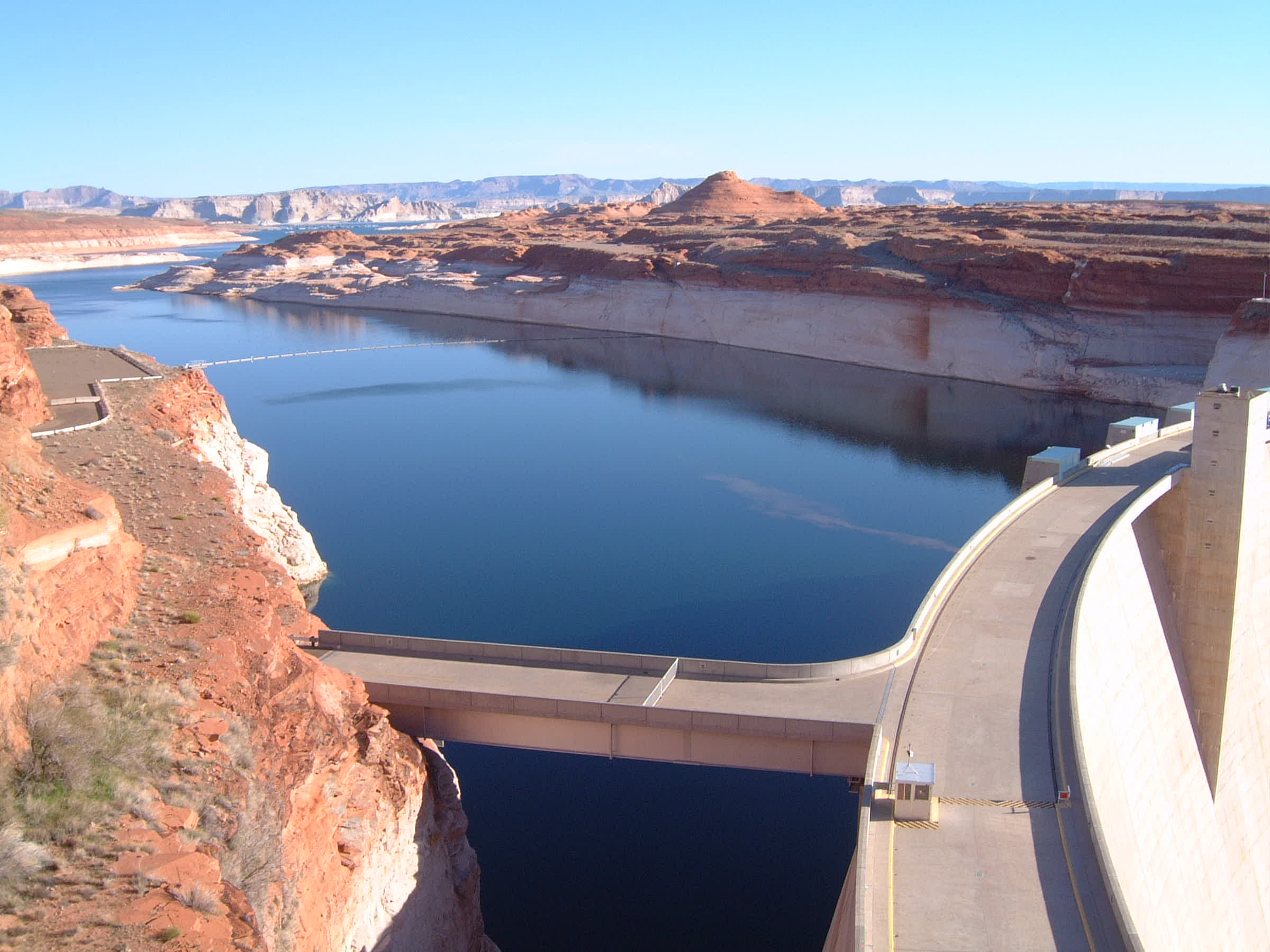
Lake Powell mit Glen Canyon Dam
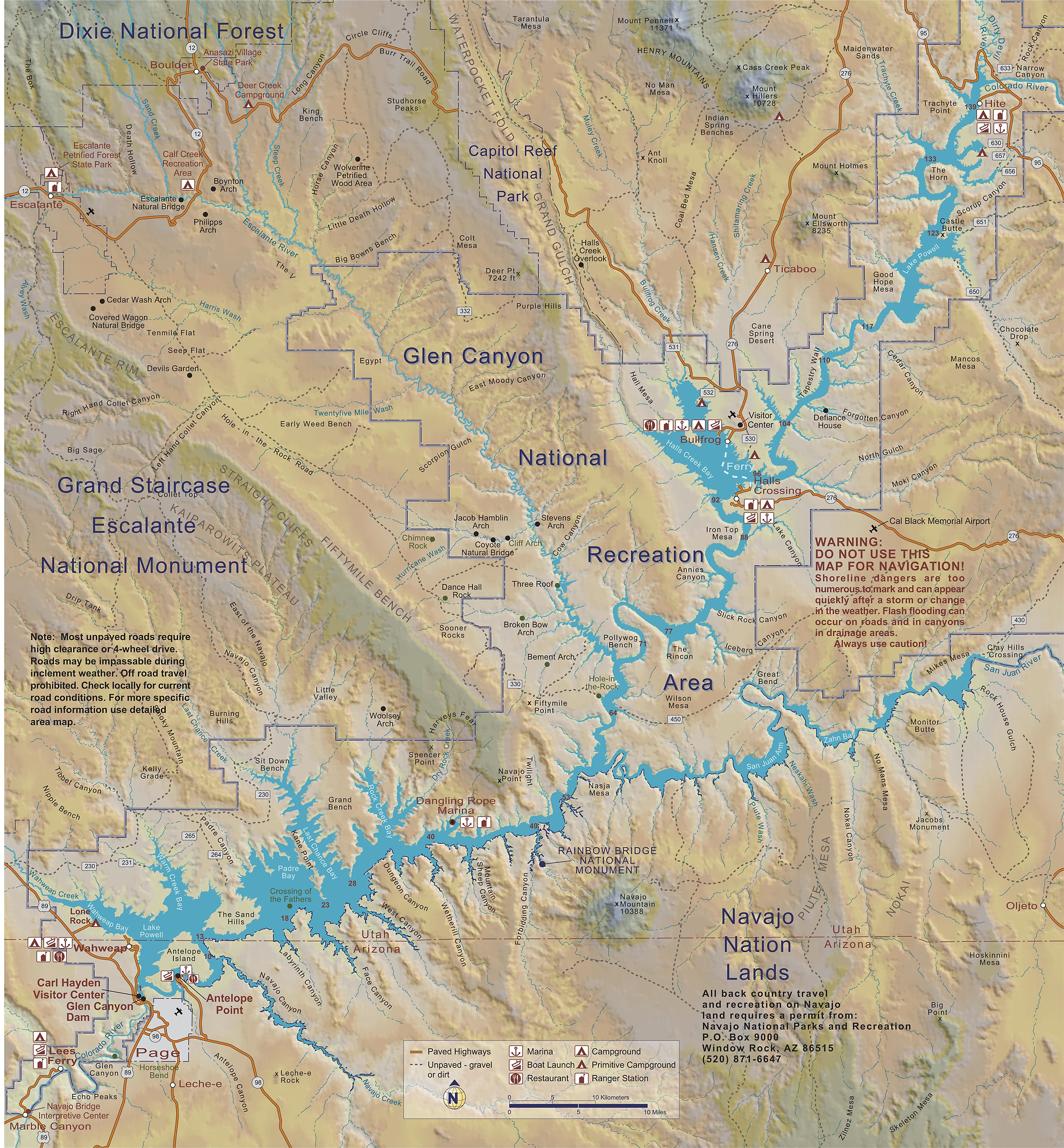
Topografische Karte des Lake Powell
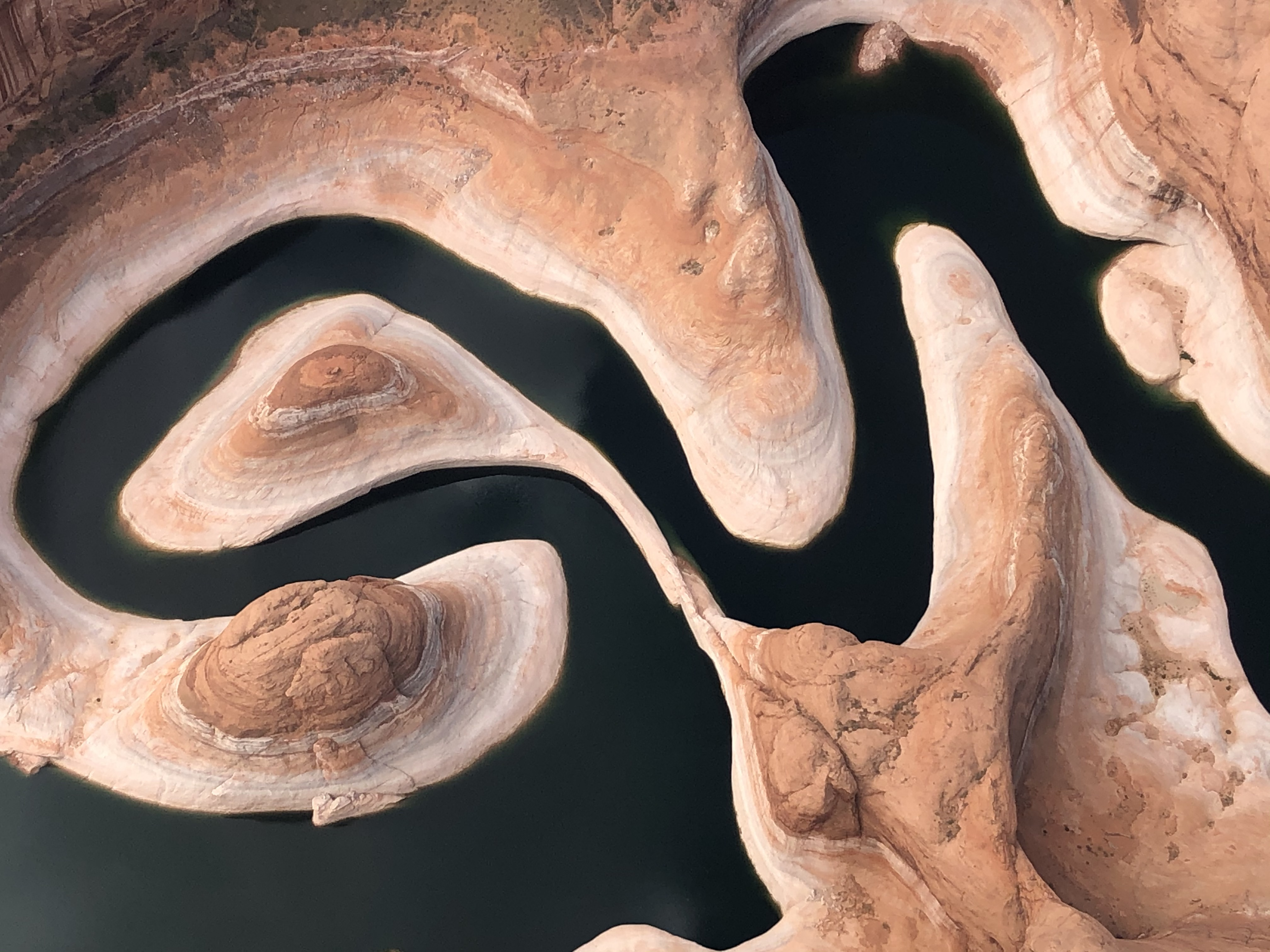
Durch Tiefen- und Seitenerosion in Sandstein geformte Schlingen des Reflection Canyon